# 宮脇咲良
宮脇咲良（日语：／ Miyawaki Sakura */?；1998年3月19日—），日本女藝人、YouTuber，韩国女子组合LE SSERAFIM成员、女子偶像團體HKT48 Team KIV前成員，曾為Team KIV副隊長。所屬經紀公司為韓國Source Music與日本A.M.娛樂。曾为兒童演員，2011年以HKT48一期生身分出道。2014年4月24日至2018年5月期間，兼任AKB48 Team A成員。2018年10月29日至2021年4月29日期間，專任IZ*ONE成員。2021年6月19日自HKT48畢業，在日本和韓國兩地展開演藝活動。

## 早年及背景
宮脇咲良出生成長於鹿儿岛县鹿兒島市。因為出生於3月正值櫻花盛開，母親帶著「希望有好事綻放」的願望而取名「咲良」（日語發音與櫻花相同，都讀作「sakura」；另日語「咲」為綻放之意）。宮脇一歲時父母離異，她對生父長相毫無印象，與他和祖母的首次見面是在HKT48鹿兒島縣的握手會。她有一个同母異父，年龄相差12岁的弟弟。

## 演藝生涯

### 兒童演員
小學三年級起就開始在鹿兒島市的音樂劇學校接受訓練，之後成為福岡的經紀公司Nuts Production旗下藝人，参加四季剧团在福冈的《狮子王》公演。

### 2011年－2018年：HKT48時期
在中學二年級時，立志成為演員的宮脇看到了總選舉的影片，認為AKB48是一個認真的團體，是個可以認真的地方，加上憧憬同為鹿兒島出身的AKB48成員柏木由紀，決定報名參加HKT48一期生的徵選。
2011年7月10日，通過最終審查正式成為HKT48創團成員，審查會中演唱的曲目是DREAMS COME TRUE的《LOVE LOVE LOVE》。10月23日，在西武巨蛋舉行的《飛翔入手》發行紀念全国握手会活動「AKB48祭典 powerd by AKB48神TV」，與其他HKT48成員一同初次出席媒體公開活動。11月26日，於HKT48劇場杮落公演中正式於劇場出道。
2012年2月5日，與HKT48成員松岡菜摘與村重杏奈加入於2010年6月5日在幕張展覽館的活動中成立的「蜜瓜包同盟」（メロンパン同盟），此團體由松井玲奈擔任會長，島崎遙香擔任副會長，成員另有AKB48的市川美織、NMB48的福本愛菜、SKE48的磯原杏華。3月4日，HKT48的Team H分隊成立，成為正規成員16名之1人。2月26日，為HKT48第二位成員參加AKB48「為了誰」計劃的其中一個環節，與6名AKB48成員在宮城縣名取市訪問。6月6日，於「AKB48第27張單曲選拔總選舉」中獲得6,635票，得到第47名，亦是HKT48的21名成員中唯一在64名以内及64人中的最年少成员，並以「Next Girls」名義初次在单曲CD登場。10月31日發行的AKB48第28張單曲《UZA》，首次進入AKB48單曲選拔名單。
2013年6月6日，於「AKB48第32張單曲選拔總選舉」中獲得25,760票，得到第26名，為「Under Girls」。9月18日，於「AKB48第34張單曲選拔猜拳大會」中猜拳不敵菊地彩香，在第二回戰出局，未能入選單曲選拔成員。
2014年1月11日，於大分縣iichiko剧场“HKT48九州7县巡演～和可爱的孩子们一起旅行～”的第一天夜公演中，發表了被稱為「轉班」（クラス替え）的隊伍重组消息，由Team H轉移到新成立的Team KIV分隊。2月24日，於DiverCity東京舉辦的「AKB48集團大組閣祭」中，宣布所屬隊伍除維持轉班時轉移至Team KIV，另新增就任Team KIV副隊長與兼任AKB48 Team A。6月7日，於「AKB48第37張單曲選拔總選舉」中獲得45,538票，獲得第11名，第一次成為總選舉的單曲選拔成員，除了自AKB48移籍的指原莉乃外，宮脇是HKT48唯一的成員。9月17日，於「AKB48第五屆猜拳大會」披露的AKB48第38張單曲《希望無限》選拔成員名單中，獲宣布與渡邊麻友共同擔任中心成員（W Center），是宮脇初次擔任AKB48的Center。12月16日，在東京巨蛋城表演廳舉行的「第4屆AKB48紅白對抗歌合戰」中發表成立新組合「喵KB with 熊貓小土龍」（ニャーKBwithツチノコパンダ），由宮脇和島崎遙香、松井珠理奈、川榮李奈、木崎由里亞、加藤玲奈、小嶋真子共同組成。
2015年1月20日開始播出的電視劇《馬路須加學園4》（日本電視台），和島崎遙香共同主演，這是宮脇首次主演電視劇。4月8日，以組合「喵KB with 熊貓小土龍」的身分參與演唱「妖怪手錶」（東京電視台）的片尾曲《偶像就是嗚喵喵這件事》單曲CD發行。4月22日發行的HKT48第五張單曲《12秒》，和兒玉遙共同擔任Center，這是宮脇首次擔任HKT48單曲的Center。6月6日，於「AKB48第41張單曲選拔總選舉」中以81,422的票數獲得第7名。7月8日，發行個人第一本寫真集《Sakura》（さくら），於故鄉鹿兒島、福岡、東京三地拍攝，以3.4萬銷量取得Oricon公信榜書籍週榜寫真集部門第1位，綜合部門則是第3位。11月14日，成為家鄉鹿兒島市的世界遺產「天文館彩燈展2016」（天文館ミリオネーション 2016）代言人。
2016年1月24日，宣布成為AKB48第43張單曲《你就是旋律》的Center，首次單獨擔任AKB48單曲的Center，此單曲亦為AKB48成立10週年的紀念單曲。6月18日，於「AKB48第45張單曲選拔總選舉」中，以78,279票獲得第6名。9月1日，開設個人Twitter與Instagram帳號。10月，單獨出演西部瓦斯的廣告。10月30日，在電視劇「陪酒須加學園」中初次擔任主角。12月31日，於第67回NHK紅白歌合戰舉辦的AKB48夢之紅白選拔取得第5位。
2017年1月22日，在電視劇《豆腐職業摔角》中擔任主角。3月20日，宣布與松井珠理奈共同擔任AKB48第48張單曲《空有願望》的Center。6月17日，於「AKB48第49張單曲選拔總選舉」中以82,803票獲得第四名。並表明將在隔年總選舉中争取第一名。12月8日，於AKB48劇場12周年公演中的「組閣」中，宣布將解除AKB48 Team A的兼任。
2018年1月14日，參加了在神田明神舉行的AKB48 Group 2018年成人式。3月16日，開設第一個個人Youtube頻道「宮脇咲良頻道」（宮脇咲良ちゃんねる），內容以遊戲影片為主。4月1日，最后一次以AKB48成员身份参与AKB48單獨演唱會「Ja-Ba-
Ja是什麼」」，并于5月16日的送别会公演后专任HKT48。6月起以练习生身份参加《PRODUCE 48》，5月10日公開的主題曲《是我的 (PICK ME)》，由宮脇擔任Center。6月16日，於「AKB48第53張單曲世界選拔總選舉」中以141,106票獲得第三名，並宣布此次為最後一次參加總選舉。8月31日，於韓國Mnet選秀節目《PRODUCE 48》，以316,105票取得第二名成績，成為限定團體IZ*ONE成員。9月24日，AKB48运营方公告宮脇將在参加由其担任Center的AKB48第54张单曲《NO WAY MAN》（11月28日發售）后暫停AKB48家族活動，專注IZ*ONE團體活動。

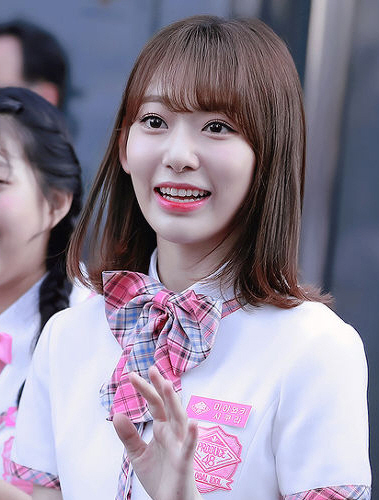
2018年5月10日於PRODUCE 48上班路

### 2018年10月－2021年4月：專任IZ*ONE、韓國出道
2018年10月29日，以IZ*ONE第一張迷你專輯《COLOR*IZ》在韓國出道。12月15日，和矢吹奈子以IZ*ONE成員身份，參加HKT48單獨演唱會「現在要團結！第8年加油向前沖」（今こそ団結！ガンガン行くぜ8年目！）。

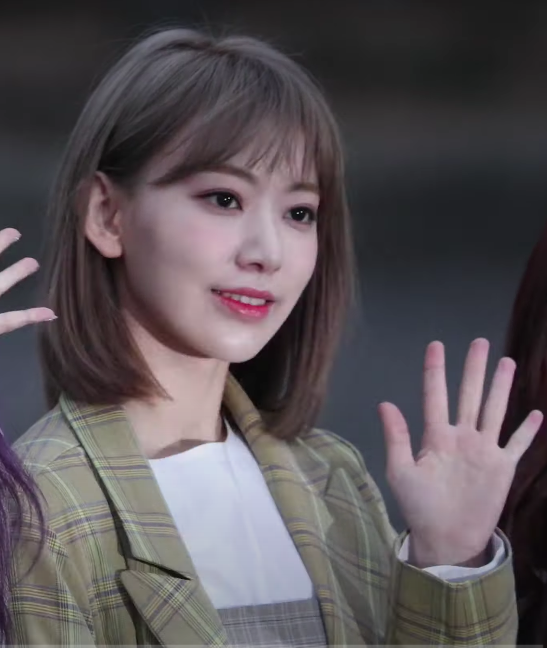
2019年4月5日於音樂銀行上班路

2019年2月6日，以IZ*ONE第一張單曲《想要你說喜歡我》（好きと言わせたい）在日本出道。9月7日，於埼玉超級競技場舉行的「Mynavi presents 第29回 Tokyo Girls Collection 2019 AUTUMN/WINTER」中首次在時裝展覽中登台。10月6日，宣布擔任有色隱形眼鏡品牌「MOLAK」的形象模特兒，並參與部分產品的製作。11月28日，因组合捲入《PRODUCE 48》造假爭議，個人冠名廣播節目《今夜，咲良樹下》暫停播出，相關節目時段暫由AKB48 Group其他成員代班。
2020年2月20日，時隔三個月重新開始播出個人冠名廣播節目。10月21日發行的IZ*ONE的日語專輯《Twelve》的收錄曲《Yummy Summer》中首次單獨作詞和參與作曲的工作。

### 2021年5月－2022年2月：結束IZ*ONE活動、HKT48畢業、個人發展
2021年4月28日，IZ*ONE兩年半活動正式結束，同時專任活動結束。隔日29日搭機返回日本。5月15日，出席「HKT48成員全員直播出演《想和你一起去某個地方》發行紀念Niconico生放送」（HKT48メンバー全員生出演「君とどこかへ行きたい」リリース記念ニコ生特番），時隔兩年半回歸HKT48活動，同時宣布將於6月19日畢業。隔日，時隔約兩年半再次更新個人Twitter和Instagram帳號。5月26日，宣布擔任卡诗耀光凝色护发系列「BLOND ABSOLU」的日本品牌形象大使。6月19日，在福岡海洋展覽館舉行毕业演唱会「宮脇咲良 畢業演唱會 ～Bouquet～」，正式從HKT48畢業。6月20日，畢業數字單曲《現在回憶為時尚早》（思い出にするにはまだ早すぎる）以數位形式發行。6月21日，宣布擔任美妝品牌「花知晓」的亚洲品牌大使。6月27日，在HKT48劇場舉行壯行會。7月1日，開設第二個個人Youtube頻道「Sakura Miyawaki」，內容以美容影片為主。9月1日，在個人冠名廣播節目《今夜，咲良樹下》中，宣布節目將於九月底結束。9月15日，宣布個人製作的彩妝品牌「CRAN BY MOLAK」，將於冬天發售。9月30日，播出約四年半的個人冠名廣播節目《今夜，咲良樹下》正式結束，宮脇本人也在節目的官方部落格上公開手寫信感謝粉絲。11月1日，與所屬事務所「Vernalossom」的合約正式結束。12月8日，個人製作的彩妝品牌「CRAN BY MOLAK」正式發售。

### 2022年3月－至今：再次出道
2022年3月14日，宣布與韓國Source Music簽訂了专属合约，並將作为HYBE和Source Music合作推出的首个女子组合LE SSERAFIM出道。同日，時隔約三個月再次更新個人Instagram帳號。3月21日，宣布與日本A.M.娛樂簽訂專屬合約，繼續在日本的個人演藝活動。4月4日，SOURCE MUSIC官方公布Sakura（韓國活動時宮脇的藝名）為LE SSERAFIM的第一位成員。4月8日，宣布擔任女裝品牌「LILY BROWN」的特別模特兒。5月2日，以LE SSERAFIM第一張專輯《FEARLESS》再次於韓國出道。11月23日，個人網絡綜藝節目《無所畏懼的kura》在YouTube上開始播出。11月30日，彩妝品牌「CRAN BY MOLAK」結束營運。
2023年8月23日，宣布擔任韓國化妝品公司「Primera」的全球品牌大使。
2024年2月29日，宣布擔任韓國彩妝品牌「LUNA」的全球代言人。4月17日，宣布擔任日本彩妝品牌「&be」的護髮系列「&be HAIR」的模特兒。

## 人物

### 特徵
- 出道後，就在當地電視台的大型節目和新聞節目中接受专访，而受到較高的關注[143]。2014年1月19日，HKT48九州7縣巡演～和可愛的孩子們一起旅行～鹿兒島公演時，縣內所有的電視台都採訪進行了報導[144]。
- 除了官方昵称的Sakura（さくら）[1]之外，也常被称为Sakuratan（さくらたん）[4][145]或Sakuchan（さくちゃん）[5]。
- 特技是繪畫（有趣的画）[8]、随时随地都能睡着[1]、舞蹈[146][147]。不擅長運動[148]，跑步時姿勢奇怪，速度極慢[149]。
- 未來的夢想是成為演員[150]，兒童演員時代即有舞台劇的演出經驗，12歲時曾至美國百老匯進行一週時間的訓練[151]。而憧憬的女演員是天海祐希[152][36]。
- 在14歲時寫下的有關日本311地震的文章[153]，秋元康對此表示感動落淚[154]。擔綱《馬路須加學園4》的女主角時，碰到許多困難的地方，會向有演藝經驗的前輩和導演請教[155]。
- 和演員上白石萌音在小學時是曾在鹿兒島市的同一間音樂劇學校（瑪麗亞音樂學院）學習的朋友[156]。看到上白石參加東寶灰姑娘甄選，獲得審査員特別獎而踏入演藝圈。咲良鼓起勇氣，開始嚮往演藝圈。曾在一次採訪中說：「沒有萌音，我就不會是我自己。」[157][158]
- 2018年3月开通个人的YouTube频道，并主要以自己的电子游戏實況為主，截至2021年7月已上傳10種遊戲共計33支實況影片（《Undertale》3支、《Splatoon 2》6支、《薩爾達傳說 曠野之息》1支、《要塞英雄》6支、《蜘蛛侠》1支、《Apex英雄》3支、《马里奥赛车巡回赛》1支、《小小夢魘2》7支、《糖豆人：终极淘汰赛》1支及《恶灵古堡8 村庄》4支）[159]。她在空闲时间会进行游戏的直播。也担任过游戏比赛的特别嘉宾[160]。
- 在Google+上展現了非凡的文學才華[161]。曾說“我最喜欢思考故事”（私、物語を考えるのが大好きなので）[162]，一次更新一篇文章大約需要一個小時左右[163]。
- 小時候喜歡在外面玩躲避球，不喜歡待在家裡，經常受傷回家。小學時，在父母的影響下開始閱讀，看了南丁格爾的傳記後深受感動，想成為一名醫生[164]。之後，宮脇看到四季劇團的音樂劇時，對演藝圈產生興趣，並於小學六年級登上了四季劇團的舞台。那時，宮脇了解到的意義[165]。

### HKT48和AKB48相關
- 在HKT48劇場與AKB48劇場中使用的Catch Phrase（自我介紹詞）皆是「在你、和你、以及大家的心中，讓櫻花盛開吧！[註 4]」[166]。最初使用Catch Phrase為[167]。在網路上發言時也喜歡用「櫻花盛開」（さくら咲け！）作為結尾。
- 尊敬的AKB48集团成員有柏木由紀、渡邊麻友與松井玲奈[168]。
- HKT48中喜歡的成員一期生是松岡菜摘，二期生是井上由莉耶，三期生是荒卷美咲和栗原紗英[169]，AKB48集團中推的成員是島崎遙香[170]。
- 與HKT48的另一位成員兒玉遙在擔任《AKBINGO!》的領航員[註 5]時，曾組成命名為「新幹線們[註 6]」的原創團體。此團名典故是因為兒玉與宮脇兩人的姓氏或名字正好都與新幹線的列車同音，其中兒玉的姓氏[註 7]正好與回聲號[註 8]讀音相同，而宮脇的名字「咲良」[註 9]則與行駛於九州新幹線上的櫻號讀音相同[171]。
- 2011年11月身高只有151公分[147]。當時的HKT48劇場支配人佐藤和也評論[172]。2015年長高到163公分，並將原本的一頭長髮剪短外也開始嘗試演唱一些AKB48集團內較為成熟曲風的歌曲，大幅度的改變形象[173]。本人曾坦承有成長痛[174][175]。
- 喜歡2014年4月至2015年5月兼任AKB48 Team B的生駒里奈，和生駒說話時感到很放心[176]。
- 作為HKT48的一員，設定了「要成為一個在除夕夜有工作邀约的團體」的目標[177]，2014年底HKT48首次單獨出演紅白歌合戰，达成目标[178]。
- 在HKT48鹿兒島演唱會中，首次單獨演唱由渡邊美優紀的獨唱曲《Waruki》（わるきー）改編的《Miyawaki》（みやわきー）[144][179]。
- 兼任AKB48時，和同屬Team A隊的島崎遙香很親近，會去島崎家拜訪、發郵件等交流[180]。在發表《希望無限》選拔成員名單中，宣布擔任雙中心成員時，甚至因為焦慮而一直哭，島崎冷靜地安慰她說：「哭了會很醜，所以不要哭。」[181]
- 在HKT48中從一開始就視兒玉遙為對手，兩人一開始根本沒說過話[182]。當第一張和第二張單曲的中心成員都確定由二期生擔任，兩人在互相哭诉之后，感情也變好了[183]。宮脇在HKT48的畢業演唱會更邀得當時已畢業兩年的兒玉同台演出，這也是兒玉畢業後第一次在HKT48演唱會登場[184][185]。

- 關係很好的AKB48集團成員有前AKB48的小嶋菜月[168]和前SKE48（曾兼任Team KIV）的木本花音[186]。

## 音樂作品

### AKB48家族單曲CD
標註「★」符號者表示該首歌曲有拍攝MV。
HKT48
|      | 發行日期       | 單曲名稱               | 參與歌曲名稱                   | 名義             | 收錄於 | MV | 備註                         |
| ---- | -------------- | ---------------------- | ------------------------------ | ---------------- | ------ | -- | ---------------------------- |
| 1st  | 2013年3月20日  | 喜歡！喜歡！小跳步！   | 喜歡！喜歡！小跳步！           |                  | 全版本 | ★  | A面曲                        |
| 1st  | 2013年3月20日  | 喜歡！喜歡！小跳步！   | 求求你華倫亭                   |                  | 全版本 |    |                              |
| 1st  | 2013年3月20日  | 喜歡！喜歡！小跳步！   | 單相思的唐揚                   | 甘口姬           | Type-A | ★  | 首次担任Center               |
| 1st  | 2013年3月20日  | 喜歡！喜歡！小跳步！   | 制服的斑比                     |                  | Type-C |    |                              |
| 2nd  | 2013年9月4日   | 哈密瓜汁               | 哈密瓜汁                       |                  | 全版本 | ★  | A面曲                        |
| 2nd  | 2013年9月4日   | 哈密瓜汁               | 在那裡思考些什麼？             |                  | 全版本 |    | 與兒玉遙共同擔任Center       |
| 2nd  | 2013年9月4日   | 哈密瓜汁               | 希望的海流                     | 甘口姬           | Type-A | ★  | Center                       |
| 2nd  | 2013年9月4日   | 哈密瓜汁               | 浪聲之音樂盒                   |                  | Type-C |    |                              |
| 3rd  | 2014年3月12日  | 櫻花，大家一起來品嚐   | 櫻花，大家一起來品嚐           |                  | 全版本 | ★  | A面曲                        |
| 3rd  | 2014年3月12日  | 櫻花，大家一起來品嚐   | 你怎麼了？                     |                  | 全版本 |    |                              |
| 3rd  | 2014年3月12日  | 櫻花，大家一起來品嚐   | 與前男友的哥哥交往這回事       | Team KIV         | Type-B | ★  | 與朝長美櫻共同擔任Center     |
| 3rd  | 2014年3月12日  | 櫻花，大家一起來品嚐   | 因為喜歡你（博多腔版）         |                  | 劇場盤 |    |                              |
| 4th  | 2014年9月24日  | 有所保留的我愛你！     | 有所保留的我愛你！             |                  | 全版本 | ★  | A面曲                        |
| 4th  | 2014年9月24日  | 有所保留的我愛你！     | 現在 正想著你                  |                  | 全版本 |    |                              |
| 4th  | 2014年9月24日  | 有所保留的我愛你！     | 在夏季之前                     | Team KIV         | Type-B | ★  | Center                       |
| 5th  | 2015年4月22日  | 12秒                   | 12秒                           |                  | 全版本 | ★  | A面曲 與兒玉遙共同擔任Center |
| 5th  | 2015年4月22日  | 12秒                   | 摇滚吧、人生就是…              |                  | 全版本 | ★  |                              |
| 5th  | 2015年4月22日  | 12秒                   | 去夏威夷吧                     | Team KIV         | Type-C | ★  |                              |
| 6th  | 2015年11月25日 | 吵死了！               | 吵死了！                       |                  | 全版本 | ★  | A面曲                        |
| 6th  | 2015年11月25日 | 吵死了！               | 黃昏的二人車                   |                  | 全版本 |    |                              |
| 6th  | 2015年11月25日 | 吵死了！               | 看见梦想的Team KIV             | Team KIV         | Type-B | ★  | 與朝長美櫻共同擔任Center     |
| 7th  | 2016年4月13日  | 给74亿分之1的你        | 给74亿分之1的你                |                  | 全版本 | ★  | A面曲                        |
| 7th  | 2016年4月13日  | 给74亿分之1的你        | Chain of love                  |                  | 全版本 |    |                              |
| 7th  | 2016年4月13日  | 给74亿分之1的你        | 禁忌之色                       | 咲良遙 （サクラハルカ）      | Type-A | ★  | 与儿玉遥合唱                 |
| 8th  | 2016年9月7日   | 最棒了唷               | 最棒了唷                       |                  | 全版本 | ★  | A面曲                        |
| 8th  | 2016年9月7日   | 最棒了唷               | 梦一场                         | 穴井千寻与同伴们 | Type-A | ★  |                              |
| 8th  | 2016年9月7日   | 最棒了唷               | Go,Bananas!                    | Team KIV         | Type-C | ★  | Center                       |
| 9th  | 2017年2月15日  | BUG也無妨              | BUG也無妨                      |                  | 全版本 | ★  | A面曲                        |
| 9th  | 2017年2月15日  | BUG也無妨              | 不可避免的情人                 |                  | 全版本 | ★  |                              |
| 9th  | 2017年2月15日  | BUG也無妨              | HKT48家族                      |                  | 剧场盘 |    |                              |
| 10th | 2017年8月2日   | 接吻真的只能慢慢來嗎？ | 接吻真的只能慢慢來嗎？         |                  | 全版本 | ★  | A面曲                        |
| 10th | 2017年8月2日   | 接吻真的只能慢慢來嗎？ | 恋爱的Ribbon！                 | 村重选抜         | Type-C |    |                              |
| 11th | 2018年5月2日   | 快轉的月曆             | 快轉的月曆                     |                  | 全版本 | ★  | A面曲                        |
| 11th | 2018年5月2日   | 快轉的月曆             | 不想當成是季節的錯             |                  | 全版本 |    |                              |
| 11th | 2018年5月2日   | 快轉的月曆             | 我的想念終有一日會化作彩虹為止 | 咲良花美久       | Type-C | ★  | Center                       |
| -    | 2021年6月20日  | 现在回忆为时尚早 （思い出にするにはまだ早すぎる）  | 现在回忆为时尚早               |                  |        | ★  | 数字单曲 毕业曲 Center       |

AKB48
|      | 發行日期       | 單曲名稱           | 參與歌曲名稱     | 名義          | 收錄於     | MV | 備註                                        |
| ---- | -------------- | ------------------ | ---------------- | ------------- | ---------- | -- | ------------------------------------------- |
| 27th | 2012年8月29日  | 格子花紋           | DoReMiFa音痴     | Next Girls    | Type-A     | ★  |                                             |
| 28th | 2012年10月31日 | UZA                | UZA              |               | 全版本     | ★  | A面曲 初次進入AKB48選拔組                   |
| 29th | 2012年12月5日  | 永遠的壓力         | 初戀蝴蝶         | HKT48         | Type-C     | ★  |                                             |
| 30th | 2013年2月20日  | So long!           | Waiting room     | Under Girls   | 全版本     | ★  |                                             |
| 31st | 2013年5月22日  | 再見自由式         | 再見自由式       |               | 全版本     | ★  | A面曲                                       |
| 32nd | 2013年8月21日  | 戀愛的幸運餅乾     | 想了一下愛的定義 | Under Girls   | 除Type-B外 | ★  |                                             |
| 33rd | 2013年10月30日 | 真心電流           | 快速與動體視力   | Under Girls   | 除Type-B外 | ★  |                                             |
| 34st | 2013年12月11日 | 倘若在梧桐樹什麼的 | 眨眼3次          | HKT48         | Type-H     | ★  |                                             |
| 35th | 2014年2月26日  | 勇往直前           | 比起昨天更喜歡你 | Smiling Lions | 全版本     | ★  |                                             |
| 36th | 2014年5月21日  | 拉布拉多獵犬       | 拉布拉多獵犬     |               | 全版本     | ★  | A面曲                                       |
| 36th | 2014年5月21日  | 拉布拉多獵犬       | 你如此任性       | Team A        | Type-A     | ★  |                                             |
| 37th | 2014年8月27日  | 心意告示牌         | 心意告示牌       |               | 全版本     | ★  | A面曲                                       |
| 38th | 2014年11月26日 | 希望無限           | 希望無限         |               | 全版本     | ★  | A面曲 與渡邊麻友共同擔任Center              |
| 38th | 2014年11月26日 | 希望無限           | 順從的Slave      | Team A        | Type-A     | ★  |                                             |
| 39th | 2015年3月4日   | Green Flash        | Green Flash      |               | 全版本     | ★  | A面曲                                       |
| 39th | 2015年3月4日   | Green Flash        | 來真的嗎Fight    |               | Type-A     | ★  |                                             |
| 39th | 2015年3月4日   | Green Flash        | 大人列車         | HKT48         | Type-H     | ★  |                                             |
| 40th | 2015年5月20日  | 我们不战斗         | 我们不战斗       |               | 全版本     | ★  | A面曲                                       |
| 41st | 2015年8月26日  | Halloween Night    | Halloween Night  |               | 全版本     | ★  | A面曲                                       |
| 41st | 2015年8月26日  | Halloween Night    | 一步目音頭       |               | Type-C     | ★  |                                             |
| 41st | 2015年8月26日  | Halloween Night    | 混混機關槍       |               | Type-D     | ★  |                                             |
| 41st | 2015年8月26日  | Halloween Night    | 群像             |               | 劇場盤     |    |                                             |
| 42nd | 2015年12月9日  | 紅唇Be My Baby     | 紅唇Be My Baby   |               | 全版本     | ★  | A面曲                                       |
| 42nd | 2015年12月9日  | 紅唇Be My Baby     | 365天的紙飛機    |               | 全版本     | ★  |                                             |
| 42nd | 2015年12月9日  | 紅唇Be My Baby     | 溫柔的place      | Team A        | Type-A     | ★  | 與島崎遙香共同擔任Center                    |
| 42nd | 2015年12月9日  | 紅唇Be My Baby     | 鼓勵的話         |               | Type-D     | ★  |                                             |
| 43rd | 2016年3月9日   | 你就是旋律         | 你就是旋律       |               | 全版本     | ★  | A面曲 Center                                |
| 43rd | 2016年3月9日   | 你就是旋律         | Make noise       | HKT48         | Type-C     | ★  |                                             |
| 43rd | 2016年3月9日   | 你就是旋律         | 混和體           | 乃木坂AKB     | Type-E     | ★  |                                             |
| 43rd | 2016年3月9日   | 你就是旋律         | 獻給M.T.         | Team A        | 劇場盤     |    |                                             |
| 44th | 2016年6月1日   | 不需要翅膀         | 不需要翅膀       |               | 全版本     | ★  | A面曲                                       |
| 44th | 2016年6月1日   | 不需要翅膀         | Set me free      | Team A        | Type A・B  | ★  | Center                                      |
| 45th | 2016年8月31日  | LOVE TRIP/分享幸福 | LOVE TRIP        |               | 全版本     | ★  | A面曲                                       |
| 45th | 2016年8月31日  | LOVE TRIP/分享幸福 | 分享幸福         |               | 全版本     | ★  | A面曲                                       |
| 45th | 2016年8月31日  | LOVE TRIP/分享幸福 | 光與影的每一天   |               | 全版本     | ★  |                                             |
| 45th | 2016年8月31日  | LOVE TRIP/分享幸福 | BLACK FLOWER     |               | 劇場盤     |    |                                             |
| 46th | 2016年11月16日 | High Tension       | High Tension     |               | 全版本     | ★  | A面曲                                       |
| 47th | 2017年3月15日  | Shoot Sign         | Shoot Sign       |               | 全版本     | ★  | A面曲                                       |
| 47th | 2017年3月15日  | Shoot Sign         | 轉不停的摩天輪   | HKT48         | Type-C     | ★  | 與兒玉遙共同擔任Center                      |
| 47th | 2017年3月15日  | Shoot Sign         | 你最愛的是誰？   | 坂道AKB       | Type-E     | ★  |                                             |
| 48th | 2017年5月31日  | 空有願望           | 空有願望         |               | 全版本     | ★  | A面曲 與松井珠理奈共同擔任Center            |
| 48th | 2017年5月31日  | 空有願望           | 前兆             |               | Type-A     | ★  |                                             |
| 49th | 2017年8月30日  | ＃就是喜歡你       | ＃就是喜歡你     |               | 全版本     | ★  | A面曲                                       |
| 49th | 2017年8月30日  | ＃就是喜歡你       | 不放棄           |               | Type-E     | ★  | 角色名为櫻桃宮脇 與松井珠理奈共同擔任Center |
| 50th | 2017年11月22日 | 11月的腳鏈         | 11月的腳鏈       |               | 全版本     | ★  | A面曲                                       |
| 51st | 2018年3月14日  | Ja-Ba-Ja           | Ja-Ba-Ja         |               | 全版本     | ★  | A面曲                                       |
| 51st | 2018年3月14日  | Ja-Ba-Ja           | 直到倒下為止     | HKT48         | Type-C     | ★  | 與指原莉乃共同擔任Center                    |
| 51st | 2018年3月14日  | Ja-Ba-Ja           | 無國境時代       | 坂道AKB       | Type-E     | ★  |                                             |
| 52nd | 2018年5月30日  | Teacher Teacher    | Teacher Teacher  |               | 全版本     | ★  | A面曲                                       |
| 53rd | 2018年9月19日  | 感傷列車           | 感傷列車         |               | 全版本     | ★  | A面曲                                       |
| 54th | 2018年11月28日 | NO WAY MAN         | NO WAY MAN       |               | 全版本     | ★  | A面曲 Center                                |
| 55th | 2019年3月13日  | 回憶上心頭DAYS     | 必然性           | IZ4648        | Type-C     |    | 與張员瑛共同擔任Center                      |

### AKB48家族專輯CD
HKT48
|     | 發行日期       | 專輯名稱    | 參與歌曲名稱     | 名義 | 收錄於 | 備註          |
| --- | -------------- | ----------- | ---------------- | ---- | ------ | ------------- |
| 1st | 2017年12月27日 | 092         | 食指的子弹       |      | 全版本 | 主打曲 Center |
| 1st | 2017年12月27日 | 092         | 2018年的橋       |      | Type-A |               |
| 2nd | 2021年12月5日  | Outstanding | 現在回憶為時尚早 |      | 全版本 | 畢業曲        |

AKB48
|     | 發行日期       | 專輯名稱                     | 參與歌曲名稱      | 名義                    | 收錄於           | 備註           |
| --- | -------------- | ---------------------------- | ----------------- | ----------------------- | ---------------- | -------------- |
| 4th | 2012年8月15日  | 1830m                        | 在曾經看見的海底  | Up-and-coming girls     | 全版本           |                |
| 4th | 2012年8月15日  | 1830m                        | 藍天 不會寂寞嗎？ | AKB48+SKE48+NMB48+HKT48 | 全版本           |                |
| 5th | 2014年1月22日  | 未來軌跡                     | Stoic美學         |                         | Type-B           |                |
| 6th | 2015年1月21日  | 這裡是羅德斯島、在這裡跳吧！ | 她                |                         | Type-A           | 獨唱曲         |
| 6th | 2015年1月21日  | 這裡是羅德斯島、在這裡跳吧！ | Oh! Baby!         | Team A                  | Type A           |                |
| 7th | 2015年11月18日 | 0與1之間                     | Clap              | Team A                  | MILLION SINGLES  |                |
| 7th | 2015年11月18日 | 0與1之間                     | 平安夜不哭泣      |                         | COMPLETE SINGLES | 与渡边麻友合唱 |
| 8th | 2017年1月25日  | 点时成菁                     | 法国面包          |                         | Type B           |                |
| 9th | 2018年1月24日  | 那个黎明，我们都知道         | 鞋带的绑法        |                         | 除剧场盘         |                |
| 9th | 2018年1月24日  | 那个黎明，我们都知道         | Kiss Campaign     |                         | Type-B           | Center         |

### 劇場公演分組曲
| 公演名稱                              | 參與歌曲名稱   | 備註               |
| ------------------------------------- | -------------- | ------------------ |
| 研究生時期                            |                |                    |
| HKT48 1st Stage「手牽手」公演         | 帶我去溫布頓   |                    |
| Team H時期                            |                |                    |
| Team H 1st Stage「手牽手」公演        | 帶我去溫布頓   |                    |
| Team H「博多傳奇」公演                | 玻璃般的我爱你 |                    |
| Team H「博多傳奇」公演                | 制服的班比     |                    |
| HKT48 向日葵組「睡衣兜風」公演        | 睡衣兜風       |                    |
| Team KIV時期                          |                |                    |
| Team KIV 1st Stage「劇場的女神」公演  | 來一塊糖果     | Center             |
| Team KIV 1st Stage「劇場的女神」公演  | 夜风的恶作剧   | 森保圆的代演、Solo |
| HKT48 向日葵組公演「正在戀愛中」公演  | 純愛的漸強音   | Center             |
| Team KIV 2nd Stage“最终钟声鸣响” 公演 | 再战           | Center             |
| Team KIV 2nd Stage“最终钟声鸣响” 公演 | 雄蕊雌蕊夜之蝶 | 多田爱佳的代演     |
| Team KIV 3rd Stage“制服之芽” 公演     | 枯叶车站       | Solo               |
| Team KIV 3rd Stage“制服之芽” 公演     | 狼与自尊       | 朝长美樱的代演     |

| 公演名稱                                 | 參與歌曲名稱  | 備註 |
| ---------------------------------------- | ------------- | ---- |
| AKB48 高橋Team A兼任時期                 |               |      |
| Team A 5th Stage「戀愛禁止條例」复活公演 | 心型病毒      |      |
| AKB48 橫山Team A兼任時期                 |               |      |
| Team A 7th Stage“献给M.T.”公演           | 梦中Kiss me！ | solo |
| 外山大輔「女神啊、唤起風吧」公演         | 梦中Kiss me！ | solo |

## 創作作品
LE SSERAFIM
- 《Good Parts (when the quality is bad but I am)》 - 參與作詞作曲，收錄於迷你二輯《ANTIFRAGILE》[187]。
- 《피어나 (Between you, me and the lamppost)》 - 參與作詞作曲，收錄於正規一輯《UNFORGIVEN》[188]。
- 《Swan Song》 - 參與作詞作曲，收錄於迷你三輯《EASY》[189]。

IZ*ONE
- 《Love Bubble》- 與CHO YUN KYOUNG、金玟周共同作詞[190]。收錄於日本第三張單曲《Vampire》。
- 《With*One》- 與IZ*ONE其他成員共同作詞[191]。收錄於第三張迷你專輯《Oneiric Diary》。
- 《幻想童話 (Secret Story of the Swan) Japanese Ver.》 - 與MosPick、矢吹奈子共同作詞[192]。日文版作詞。收錄於第三張迷你專輯《Oneiric Diary》。
- 《Yummy Summer》- 單獨作詞，與4713、Coll!n、J6、Detune3、ZaddY、WebbY共同作曲[193]。收錄於日本第一張專輯《Twelve》的Type A。
- 《FIESTA Japanese Ver.》- 日文版作詞[194]。收錄於日本第一張專輯《Twelve》。

=LOVE
- 《摯友案件》（ズッ友案件）- 與村重杏奈共同作詞[195][196]。收錄於第九張單曲《周末檸檬蛋糕》的Type-A、D（通常盤）。

## 演出

### 電視劇
- NHK佐賀放送局 開局70周年紀念地方電視劇「那个人那一天」（2012年3月2日，NHK佐賀放送局、4月22日，NHK）：飾演 [197]
- 馬路須加學園4（2015年1月19日－3月31日，日本電視台）：飾演 櫻（與島崎遙香雙主演）[51]
- 馬路須加學園5（2015年8月25日－10月27日，日本電視台、Hulu）：飾演 櫻[198]
- AKB恐怖夜 腎上腺素之夜 第5集《分身》（2015年10月22日，朝日電視台）：飾演 朱里（單篇主演）[199]
- 馬路須加學園0 木更津亂鬥篇（2015年11月29日，日本電視台、Hulu）：飾演 櫻[200][201]
- CROW'S BLOOD（2016年7月23日－8月27日，Hulu）：飾演 戸川真希（主演）[202]
- AKBLove夜 恋爱工厂（日语：AKBラブナイト 恋工場） 第29集《窗簾圍繞》（2016年8月4日，朝日電視台）：飾演 奈緒（單篇主演）[203]
- Doctor Y～外科医・加地秀树～（2016年9月29日－11月3日，Video bus、朝日電視動畫）：飾演 三船遙香[204][205]
- 陪酒須加學園（2016年10月30日－2017年1月15日，日本電視台）：飾演 櫻/鯊魚（主演）[206][207]
- 勇者義彥和被引導的七人 第9話（2016年12月3日，東京電視台）（客串）：飾演 口紅少女組（ルージュ）的成員[208]
- 豆腐職業摔角（2017年1月22日－2017年7月2日，朝日電視台）：飾演 宮脇咲良/櫻桃宮脇（主演）[209][210]
- 戀愛地圖上海篇 第5集（2018年3月1日，爱奇艺）（客串）：飾演 小樱花（本人） [211]

### 綜藝節目
- 大家的厨房（2018年12月29日（试播集[212]）、2019年2月24日－4月28日，O'live（英语：O'live））[213][214]
- 神秘音乐秀：蒙面歌王（2020年7月12日－19日，MBC）- 艺人评审团

### 網絡節目
- 無所畏懼的kura（2022年11月23日－，YouTube）[138]

### 舞台劇
- 小林幸子藝人生活45周年紀念特別公演「魔術的女王 天勝物語 / '08華麗幸子的世界」（2008年7月2日－26日，博多座）：飾演 於一（おかつ）[6]
- 四季劇團「獅子王」（2008年9月21日－2009年8月26日；福岡City劇場）：飾演 娜娜（幼年）[19]
- 戀文屋一葉（2008年10月3日－25日，博多座）[6]
- HKT48指原莉乃座長公演「博多的阿国的狸御殿」（2015年4月8日－23日，明治座／8月15日－31日，博多座）：飾演 阿國[215]

### 電影
- 殺手餐廳Diner（2019年7月5日上映，華納電影）：飾演 女服務員[216]

### 廣播
- 今夜，咲良樹下（2017年4月6日－2021年9月30日，bayfm）[217]

### 活動
- 豆腐職業摔角 The REAL 2017 WIP CLIMAX in 後樂園會館（2017年8月29日，後樂園會館）：飾演 櫻桃宮脇[218]
- Mynavi presents 第29回 Tokyo Girls Collection 2019 AUTUMN／WINTER（2019年9月7日，埼玉超級競技場）[219]
- TGC KITAKYUSHU 2019 by TOKYO GIRLS COLLECTION（2019年10月5日，西日本綜合展示場 新館）[220]
- 路易威登「SEE LV」展 開幕招待會（2022年7月5日，東京中城 芝生廣場）[221]

## 書籍

### 雜誌連載
- TJ鹿兒島「本月的Sakura」、「Sakura畫伯」（2012年9月19日－2013年2月19日，斯文堂）[222]
- 週刊Playboy AKB48 GROUPコラムロワイヤル「Sakuratan之每日值日生！」、「毎日にっちょく咲さくぶんシーズン2」（2013年4月22日－2017年4月11日，集英社）[223]
- 週刊SPA！「宮脇咲良的初醒素顏電影院」（2016年4月19日－2018年10月23日，扶桑社）[224]

### 寫真集
- Sakura（さくら；2015年7月8日，集英社）[225][226]
- 宮脇咲良 畢業紀念寫真集 SAKURA MIYAWAKI Graduation Visual Booklet（宮脇咲良 卒業ビジュアルブックレット；2021年，Mercury製作，Mediapal發行）[227][228][229]

### 日曆
- 桌曆 宮脇咲良 日曆 2015年（2014年12月13日，ハゴロモ）

## 外部連結
| 介紹頁 - （日語）A.M.娛樂個人介紹頁 - （日語）Vernalossom個人介紹頁 - （日語）HKT48個人介紹頁 - （日語）AKB48個人介紹頁 - （日語）IZ*ONE個人介紹頁 社群媒體 - （日語）宮脇咲良的X（前Twitter）（2016年9月1日－） - （日語）宮脇咲良的Instagram帳戶（2016年9月1日－） - （日語）宮脇咲良的TikTok（页面存档备份，存于） - （日語）HKT48_宫脇咲良的新浪微博（2017年9月1日－2021年11月4日，已关闭）（页面存档备份，存于） - （日語）YouTube上的ちゃんねる宮脇咲良頻道（2018年3月19日－） - （日語）YouTube上的Sakura Miyawaki頻道（2021年7月3日－） - （日語）宮脇咲良的Google+（2012年1月28日－2019年4月2日，已关闭） | 直播及通訊平台 - （日語）宮脇咲良 官方755 （页面存档备份，存于） - （日語）宮脇咲良的17LIVE頻道 （页面存档备份，存于） - （日語）宮脇 咲良（HKT48 Team KIV）的SHOWROOM專頁（已关闭）（页面存档备份，存于） 代言商品 - （日語）MOLAK （页面存档备份，存于） - （日語）MOLAK的X（前Twitter） - （日語）MOLAK的Instagram帳戶 - （日語）CRAN BY MOLAK - （日語）CRAN BY MOLAK的X（前Twitter） - （日語）CRAN BY MOLAK的Instagram帳戶 |